# Après nous, le déluge
Après nous le déluge (Depois de nós o dilúvio) é uma expressão figurativa que significa que depois de sua morte, as coisas (reais ou metafísicas) vão-se tornar más, e que se mostra pouco interesse no destino dos outros.

## Origem
As palavras "Depois de nós, o dilúvio" são atribuídas a Madame de Pompadour (nascida Jeanne-Antoinette Poisson), que queria melhorar o estado de espírito de Luís XV, seu amante, após a batalha de Rossbach, convidando-o a não pensar sobre as consequências dramáticas desta derrota. Foi de fato um provérbio comum na época ("Depois de mim o dilúvio. Esse gentil e sociável provérbio já é o mais comum de todos nós", escreveu Mirabeau pai, em 1756).
Luís XV retornou frequentemente para essa máxima, egoístas como "Après moi, le déluge" (Depois de mim, o dilúvio), especialmente falando de seu delfim, o futuro Luís XVI.